# Humber Scout Car
Humber Scout Car — британский лёгкий разведывательный бронеавтомобиль, использовавшийся в годы Второй мировой войны. Опытный образец машины появился в 1942 году, серийные бронеавтомобили выпускались до 1945 года.

## История
Несмотря на принятие в 1939 году британской армией в качестве основной машины ведения разведки бронеавтомобиля Daimler «Dingo», потребность в новой технике оказалась настолько велика, что осенью того же года военное ведомство выдало новый заказ на аналогичную машину. Однако в связи с началом войны основные усилия сконцентрировали на выпуске массовой продукции, тем более, что британцы потерпели крупные поражения во Франции и Юго-Восточной Азии.
Разработкой разведывательного бронеавтомобиля занялась фирма Rootes Group Humber из города Ковентри, которая в 1942 году представила опытный образец. За основу был взят опыт боевого применения как бронемашин «Dingo», прекрасно показавших себя в ходе сражений 1940—1941 годов, так и более тяжёлых Humber Armored Car. В результате появилась разведывательная бронемашина, названная Humber Armored Car.

## Описание
По габаритам «хамбер» больше тяготел к «даймлеру», но имел компоновку с передним размещением двигателя. Корпус бронеавтомобиля собирался из броневых листов толщиной от 9 до 14 мм. Тонкое бронирование отчасти компенсировалось рациональным расположением бронелистов в передней части корпуса и по бортам, что придало этой машине некоторую схожесть с немецким Sd.Kfz.222.
Ходовая часть бронемашины использовалась от автомобиля Humber 4x4 с приводом на все колёса, размером шин 9,25х16 дм, поперечной подвеской передних колёс и подвеской задних колёс на полуэллиптических листовых рессорах.
Трансмиссия состояла из следующих компонентов: однодискового сухого сцепления, четырёхскоростной коробки передач, двухскоростной раздаточной коробки, отключаемого переднего моста и гидравлических тормозов.
На «хамбере» устанавливался 6-цилиндровый карбюраторный двигатель жидкостного охлаждения мощностью 87 л. с. при 3300 об/мин и рабочим объёмом 4088 см³.
Вооружение бронеавтомобиля состояло из одного 7,71-мм пулемёта Bren, установленного на крыше боевого отделения на штыре. Наблюдение за окружающей обстановкой водитель вёл через два люка в лобовом листе отделения управления, защищенными бронестёклами и броневыми крышками. В бортах корпуса также имелись небольшие смотровые лючки, прикрытые бронекрышками. В качестве средств связи использовалась радиостанция № 19. Полный экипаж машины состоял из 3 человек.

## Эксплуатация и боевое применение
Первая серийная модификация Humber Scout Car Mk.I была принята на вооружение в 1942 году и в течение почти двух лет были выпущены 2600 машин. Вторая модификация Humber Scout Car Mk.II была произведена в количестве 1700 единиц и почти не имела внешних отличий от предыдущей модификации, так как основные изменения коснулись двигателя и трансмиссии.
Поскольку к этому времени боевые действия в Африке практически завершились, «хамберы» были отправлены в Европу и приняли активное участие в боях на юге Италии, а затем во Франции и Бельгии, где они имелись в составе 11-й танковой дивизии. Помимо этого, бронемашины этого типа были переданы в распоряжение 2-го польского корпуса, воевавшего в Италии, Чехословацкой танковой бригаде и бельгийскому бронеэскадрону.
После завершения войны достаточно большое количество Humber Armored Car всех модификаций продолжало служить в составе британской армии, хотя часть машин была передана армиям Дании, Голландии, Италии, Франции, Норвегии и Чехословакии. По данным зарубежных источников[каких?] «хамберы» постепенно заменили на новую технику к 1949—1950 годах, и только бронеавтомобили бельгийской жандармерии оставались в строю до 1958 года.

## Использовался
- Дания
- Нидерланды
- Италия
- Франция
- Норвегия
- Чехословакия